# Stadttheater Danzig

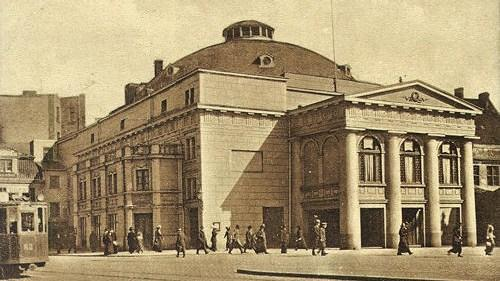
Danzig Stadttheater (bis 1945)

Das Stadttheater Danzig (1933–1945 Staatstheater) war das wichtigste Theater in Danzig. Es bestand von 1801 bis 1945 als klassizistischer Bau mit Kuppel über dem Zuschauerraum am Kohlenmarkt. Seit 1967 steht an dieser Stelle das Küstentheater (Teatr Wybrzeże).

## Geschichte

### 1801–1882

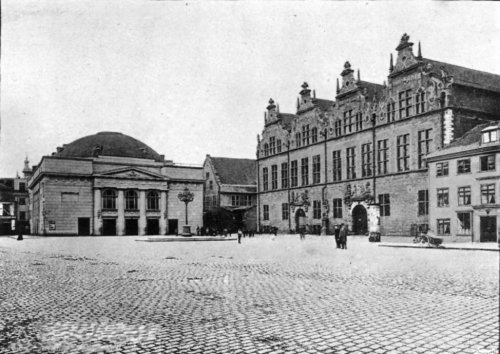
Stadttheater Danzig, um 1890

Das Theater wurde von 1799 bis 1801 auf Initiative der Schauspielergesellschaft Schuch neu gebaut, die bis dahin keine eigene feste Spielstätte in Danzig hatte. Es wurde auf dem Gelände der bisherigen Fechtschule nach Entwurf des Stadtbaumeisters Carl Samuel Held errichtet. Die Finanzierung erfolgte durch eine Gruppe von Aktionären unter der Leitung des Kaufmanns Jacob Kabrun mit dem Bankier Abraham Ludwig Muhl und anderen. Das neue Theater wurde am 3. August 1801 mit August Wilhelm Ifflands Theaterstück Das Vaterhaus eröffnet.
Es wurden Theaterstücke sowie Opern und Operetten aufgeführt.

### 1882–1933
Um 1882 und 1904 gab es kleinere Veränderungen. In den folgenden Jahren wurden unter Eduard Sowade auch Theaterstücke junger moderner Autoren aufgeführt. Nach 1916 setzte Rudolf Schaper diese progressive Ausrichtung fort. Seit etwa 1922 konnte auch die Besucherorganisation Freie Volksbühne ihre Vorstellungen im Stadttheater als Gast aufführen.
In Danzig gab es in dieser Zeit außerdem das Wilhelm-Theater und das Gedania-Theater, die vor allem Unterhaltungsstücke und Opern und Operetten aufführten.

### 1933–1944
1933 änderte sich nach den politischen Veränderungen das Theaterrepertoire stark. 1934/1935 erfolgte ein größerer Umbau des Gebäudes unter der Leitung des Architekten Otto Kloeppel für die äußere Gestaltung und von Otto Frick und Heinrich Pries für den Innenausbau. Die Wiedereröffnung fand am 25. Dezember 1935 statt. 1939/1940 wurde das Gebäude von Otto Frick erweitert.
1944 wurde das Theater durch die Luftangriffe auf Danzig weitgehend zerstört.

### Seit 1966

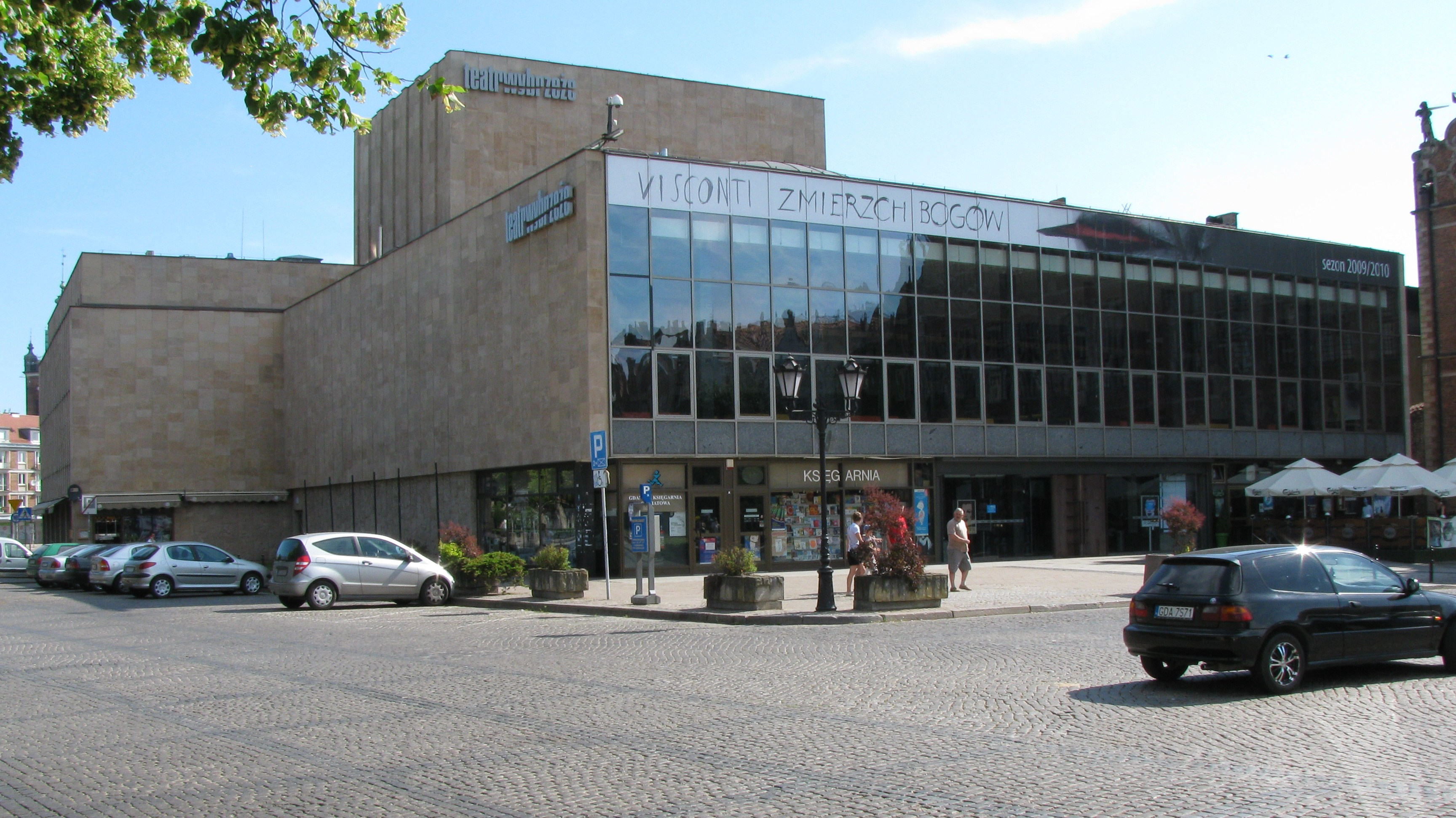
Modernes Küstentheater

Von 1962 bis 1966 entstand auf den Überresten des alten Baus ein modernes Theatergebäude, das Teatr Wybrzeże nach Entwürfen der Architekten Lech Kadłubowski und Daniel Olędzki.

## Inszenierungen (Auswahl)
In den Danziger Tageszeitungen wurden die geplanten Theateraufführungen regelmäßig angekündigt und Neuinszenierungen besprochen.

### Schauspiel

#### 1900/1901
- Jugend von heute von Otto Ernst, 16. November 1900, Komödie[5]
- Frau Holle von Gebrüder Grimm, 22. Dezember 1900, Kindertheater
- Johannisfeuer von Hermann Sudermann, 11. Januar 1901
- Der Biberpelz von Gerhart Hauptmann, 16. Februar 1901
- Gnadenbrot von Iwan Turgenjew, 11. März 1901
- Flachsmann als Erzieher von Otto Ernst, 8. April 1901, Komödie

#### 1901/1902
- Haus Rosenhagen von Max Halbe, 19. September 1901
- Rosmersholm von Henrik Ibsen, 2. Oktober 1901
- Das Vaterhaus von August Wilhelm Iffland, 14. September 1901, mit Hermann Merz, Festvorstellung zur 100-jährigen Jubelfeier des Stadttheaters
- Allerleirauh von Brüder Grimm, 22. Dezember 1901, Kindertheater

#### 1902/1903
- Es lebe das Leben von Hermann Sudermann, 15. September 1902
- Die Osterlinge von Otto von der Pfordten, 28. Dezember 1902
- Gerechtigkeit von Otto Ernst, 16. Januar 1903, Komödie
- Monna Vanna von Maurice Maeterlinck, 26. Februar 1903

#### 1903/1904
- Madame de Pompadour von Thilo von Trotha, 21. September 1903, Komödie, Festvorstellung anlässlich der Einweihung des Kaiser-Wilhelm-Denkmals, mit Konzert
- Der Strom von Max Halbe, 19. November 1903
- Zwei Eisen im Feuer von Friedrich Adler, 27. November 1903, Komödie
- Schneewittchen bei den sieben Zwergen von Brüder Grimm, 20. Dezember 1903, Kindertheater
- Der Sturmgeselle Sokrates von Hermann Sudermann, 5. Februar 1904
- Waterkant von Richard Skowronnek, 12. Februar 1904
- Geschwister Lemcke von Richard Skowronnek, 3. April 1904
- Deutschlands Einigung von Albert Bütow aus Danzig, 8. Mai 1904, anlässlich der Einweihung des Denkmals am Holzmarkt
- Das eiserne Kreuz von Ernst Wiechert, 8. Mai 1904, Einakter, anlässlich der Denkmalseinweihung

#### 1904/1905
- Nachtasyl von Maxim Gorki, 29. November 1904
- Einsame Menschen von Gerhart Hauptmann, 12. Oktober 1904
- Rotkäppchen nach Gebrüder Grimm, 24. Dezember 1904
- Der Kammerjäger von Frank Wedekind, 3. März 1905
- Rose Bernd von Gerhart Hauptmann, 22. März 1905

#### 1905/1906
- Pharaos Tochter von Hans von Wentzel und Rudolf Presber, 15. November 1905
- Elga von Gerhart Hauptmann, 1. Dezember 1905
- Stein unter Steinen von Hermann Sudermann, 31. Januar 1906
- Salome von Oscar Wilde, 20. April 1906

#### 1906/1907
In der Spielsaison 1906/1907 gab es 90 Vorstellungen, davon 16 Neuinszenierungen.
- Klein Dorrit von Franz von Schönthan, 16. September 1906, Komödie
- Drei Erlebnisse eines englischen Detektivs von Franz von Schönthan, 28. September 1906, Komödie
- Der Graf von Charolais von Richard Beer-Hoffmann, 10. Oktober 1906
- Ein Sportsfest, 23. Oktober 1906
- Dornröschen nach Gebrüder Grimm, 23. Dezember 1906, Kindertheater
- Baccarat von Henri Bernstein, 10. Februar 1907
- Rosenmontag von Otto Erich Hartleben, 5. Mai 1907

### Musiktheater

#### 1900–1905
- Die Bettlerin vom Pont des Artes von Karl Kaskel, 17. März 1901, Oper
- Die Weihe des Hauses von Ludwig van Beethoven, 14. September 1901, Dirigent Carl Meinecke, Konzert zur 100-jährigen Jubelfeier des Stadttheaters
- Die Puppenfee von Josef Bayer, 24. Januar 1902, Ballett
- Der Carneval in Venedig von Heinrich Bert, 7. März 1902, Ballett
- Othello von Giuseppe Verdi, 21. Dezember 1902, Oper
- Der Landsknecht von Franz Werther (= Franz Wickenhauser), 4. Januar 1903, Operette
- Hoffmanns Erzählungen von Jacques Offenbach, 8. Februar 1903
- Ein Traum von Paul Georgi, 24. Februar 1903, Ballett
- Siegfried von Richard Wagner, 13. März 1903
- Ungarische Bauernhochzeit, 23. März 1905, Ballett, nach verschiedenen Komponisten
- Rheingold von Richard Wagner, 31. Oktober 1905
- Frühlingsluft von Franz Reiter (nach Joseph Strauss), 26. Dezember 1905, Operette

#### 1906–1910
- Götterdämmerung von Richard Wagner, 8. März 1906
- Der Ring des Nibelungen von Richard Wagner, 14. März 1906, auch 16., 19., 22. März 1906
- Die Schützenliesel von Edmund Eysler, 26. Oktober 1906, Operette
- Die lustige Witwe von Franz Lehár, 25. Dezember 1906, Operette
- Der Bajazzo von Ruggero Leoncavallo, 30. März 1907, Oper
- Cavalleria rusticana von Pietro Mascagni, 30. März 1907, Oper
- Agnola von Karl Schwab, 3. Mai 1907, Oper
- Der neue Dirigent von Ludwig Heidingsfeld, 17. Mai 1907, Oper

## Persönlichkeiten

### Direktoren
- Carl Steinberg, 1801–1802[6]
- Jean Bachmann, 1802–1810
- Daniel Huray, 1810–?
- Bernhard Köhler, 1819–1820
- Adolf Schröder, 1820–1831
- Johann Huray, 1831–1834
- Eduard Döhring, 1834–1836
- August von Zieten, 1836–1837
- Anton Hübsch, 1837–1838
- Gustav Heinrich Leopold Laddey, 1838–1841
- Friedrich Genée, 1841–1855
- Theodor L’Arronge, 1855–1858
- Adolf Dibbern, 1858–1859
- Rosa Dibbern, 1859–1863
- Emil Fischer, 1863–1870
- Georg Lang, 1870–1878
- Benno Stolzenberg, 1879–1882
- Heinrich Jantsch, 1882–1886
- Heinrich Rosé, 1886–1900
- Eduard Sowade, 1900–1906
- Curt Grützner, 1907–1916
- Rudolf Schaper, 1916–1931
- Hanns Donadt, 1931–1933
- Erich Orthmann, 1933–1935
- Hermann Merz, 1935–1941
- Kurt Borchardt-Barre, 1941–1942
- Johannes Maurach, 1942–1944

### Weitere Persönlichkeiten
- Leopoldine Gittersberg, Choreographin (um 1900)
- Max Begemann, Regisseur, vorher Sänger (ab 1922)
- Willibald Omankowski, Förderer, Dichter (um 1919–1933)